# Tranceformer
Tranceformer – Ett porträtt av Lars von Trier är en dansk-svensk dokumentärfilm från 1997 i regi av Stig Björkman och Fredrik von Krusenstjerna.
Filmen skildrar den danske regissören Lars von Trier. Den producerades för Memfis Film AB och Sveriges Television AB och fotades av Jan Röed, Anthony Dod Mantle och Björn Blixt. Den klipptes av Leon Flamholc och premiärvisades den 25 december 1997 på biografen Lilla kvarn i Stockholm.

## Mottagande
Filmen mottogs genomgående väl av kritikerna. Tidningen Aftonbladet konstaterade att Björkman "...får mycket sagt på mindre än en timme." Eva af Geijerstam i Dagens Nyheter kallade porträttet av von Trier för "sympatiskt" och "gripande". Bernt Eklund i Expressen beskrev filmen som en "...rask och rastlös skiss, rik på detaljer som skapar en övertygande helhet. Elisabeth Sörenson i Svenska Dagbladet kallade Tranceformer för en "roligt brokig och hela tiden underhållande film".